# Chuyển tiếp cát

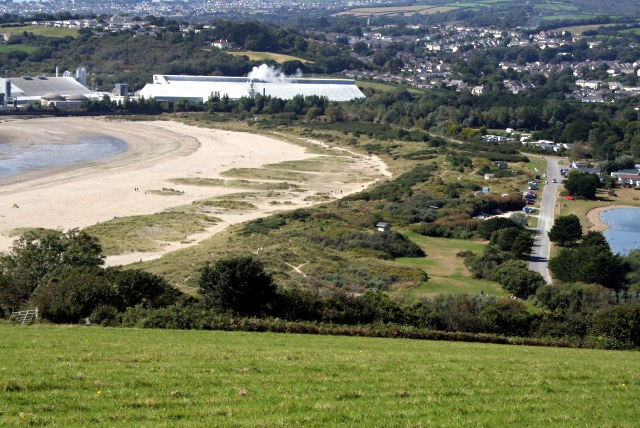
Sự xâm chiếm cồn cát được phản ánh trong các giai đoạn khác nhau.

Chuyển tiếp cát là một quần xã chuyển tiếp, một diễn thế sinh thái bắt đầu sự sống trên cát duyên hải mới lộ ra. Phần lớn các chuyển tiếp cát phổ biến nhất là các hệ sinh thái cồn cát.
Trong một chuyển tiếp cát, các sinh vật sinh sống gần nhất với biển sẽ là các loài tiên phong: Các loài cây chịu mặn như tảo vùng duyên hải và cỏ sừng muối (Salicornia) với cỏ đụn cát (Ammophila) làm ổn định các cồn cát. Tiến sâu vào đất liền thì nhiều đặc điểm đặc trưng thay đổi và giúp xác định diễn thế tự nhiên của các cồn cát. Chẳng hạn, sự tiêu thoát nước chậm lại khi đất đai trở nên đặc chắc hơn và có các loại đất tốt hơn, và pH giảm xuống do tỷ lệ các mảnh vỏ sò, ốc biển giảm xuống và lượng mùn tăng lên. Hải châu (Sesuvium portulacastrum), trường anh (Limonium), cỏ bãi cỏ và thạch nam dần dần sẽ chiếm lĩnh các hệ sinh thái đất liền không gần biển điển hình. Những cây gỗ xuất hiện tiên phong nói chung là những cây gỗ mọc nhanh, như cáng lò (Betula), liễu (Salix) hay thanh lương trà (Sorbus). Đến lượt mình, chúng sẽ bị thay thế bằng các cây gỗ lớn nhưng mọc chậm như tần bì (Fraxinus) và sồi (Quercus). Đây là cộng đồng cao đỉnh, được xác định như là điểm mà diễn thế thực vật không phát triển thêm nữa do nó đạt tới cân bằng với môi trường, cụ thể là với khí hậu.
Trong mô hình chuyển tiếp cát duyên hải lý tưởng thì ở rìa cồn cát về phía biển pH của đất nói chung là kiềm/trung hòa,với pH khoảng 7,0-8,0 cụ thể ở những nơi các mảnh vỏ sò ốc biển chiếm thành phần đáng kể của cát. Tiến dần vào đất liền dọc theo các cồn cát thì podzol phát triển với pH khoảng 4,0-5,0; sau đó là podzol trưởng thành ở cao đỉnh với pH khoảng 3,5-4,5.